# Cássia Eller
Cássia Rejane Eller (Río de Janeiro, Brasil; 10 de diciembre de 1962 - ibidem, 29 de diciembre de 2001) fue una cantante y guitarrista de rock brasileña. 

## Carrera
Su voz grave la caracterizaba. Su trabajo como compositora se ciñe a dos canciones: "Elles" y "O Marginal". Asumiendo una postura de intérprete revivió piezas de grandes compositores de rock brasileño, como Renato Russo y Cazuza, también artistas de la MPB como Caetano Veloso o Chico Buarque, pasando por el pop de Nando Reis y el incomún de Arrigo Barnabé y Wally Salomão, hasta los sambas de Riachão y piezas clásicas de rock de Jimi Hendrix, Beatles y Nirvana. Vale la pena destacar que grabó dos discos en homenaje a Cazuza, uno de ellos sólo con canciones de él y con el título "Veneno Antimonotonía" sacado de la canción de Cazuza, "Todo amor que houver nessa vida". Tenía predilección por las grabaciones en vivo donde se sentía como pez en el agua. Su concierto "Acústico" en la MTV es un buen archivo tanto para mostrarnos lo mejor de su carrera como para darnos a conocer su amor al escenario. En él se puede escuchar una magnífica interpretación de Non, je ne regrette rien.

## Vida personal
Eller era abiertamente bisexual. Vivió los últimos 14 años de su vida con su hijo, Francisco (llamado cariñosamente Chicão), fruto de una relación casual con el músico Tavinho Flalho; y con su mujer, María Eugênia Vieira Martins. Tavinho falleció en un accidente una semana antes que Eller diera a luz.
Cuando falleció la cantante, su mujer pidió la custodia de su hijo. Le fue concedida después de que Altair Eller, el abuelo del niño, renunciara a ella. Fue un caso que revolucionó la sociedad brasileña y sentó precedente sobre las parejas homosexuales y la custodia de los hijos al fallecimiento de uno de los cónyuges.
Tuvo muchos problemas con el alcohol y las drogas, pero llevaba cerca de tres años rehabilitada. 
Falleció el 29 de diciembre de 2001 después de sufrir tres paros cardíacos consecutivos. Se apuntó muerte por error médico después de que en la autopsia fuera descartada la hipótesis inicial de muerte por sobredosis.

## Discografía

### Álbumes de estudio
- 1990 Cássia Eller
- 1992 O Marginal
- 1994 Cássia Eller
- 1997 Veneno AntiMonotonia
- 1999 Com Você... Meu Mundo Ficaria Completo
- 2002 Dez de Dezembro

### Álbumes en vivo
- 1996 Cássia Eller Ao Vivo
- 1998 Veneno Vivo
- 2000 Cássia Rock Eller
- 2001 Acústico MTV Cássia Eller
- 2002 Luau Mtv

### Recopilaciones
- 1997 Minha História
- 1997 Música Urbana
- 1998 Millenium
- 2002 Série Gold
- 2003 Perfil
- 2004 A Arte de Cássia Eller
- 2004 I Love MPB
- 2005 Novo Millenium
- 2008 Raridades

### DVD
2001 Ao vivo. Rock in Rio
- 2000 Com Você... Meu Mundo Ficaria Completo
- 2001 Acústico MTV